# GW190521
GW190521 é um sinal de onda gravitacional observado pelos detectores LIGO e Virgo em 21 de maio de 2019 às 03:02:29 UTC, localizado a 12,8 bilhões de anos-luz de distância, na área de localização 765deg2em direção a Coma Berenices, Canes Venatici, ou Phoenix.
Com 85 e 66 massas solares, os dois buracos negros que compunham essa colisão são as maiores massas progenitoras observadas até o momento. O buraco negro resultante tinha massa equivalente a 142 massas solares; as 9 massas solares restantes foram irradiadas como energia na forma de ondas gravitacionais.